# Pseudociboria umbrina
Pseudociboria umbrina är en svampart som beskrevs av Kanouse 1944. Pseudociboria umbrina ingår i släktet Pseudociboria och familjen Sclerotiniaceae.   Inga underarter finns listade i Catalogue of Life.